# Senhorita Vietnam
Miss Vietnam é o concurso de beleza de nível nacional do Vietnã, estabelecido pelo jornal Tien Phong em 1988. Desde 2016, "Sen Vang" co-organizou o concurso até agora, eles trouxeram o concurso para a vanguarda da tendência de beleza no Vietnã graças às talentosas Misses. Miss Vietnam terá a oportunidade de representar seu país natal em grandes competições internacionais como: Miss World, Miss International.
Miss Vietnam é o maior concurso de beleza e o primeiro concurso de beleza nacional após a unificação do Vietnã. Antes disso, havia também um concurso de beleza baseado em Vietnamita do Sul Saigon chamado Miss Vietnam e Miss Vietnam 1955  Công Thị Nghĩa tornou-se o primeiro titular do concurso, bem como o primeiro titular de concurso de beleza nacional na história vietnamita. O concurso pós-unificação Miss Vietnam foi iniciado e organizado pelo jornal Tien Phong, chamado "Jornal Miss Tien Phong", a partir de 1988 e é realizado a cada dois anos. A primeira pessoa a deter o título é Bùi Bích Phương. O concurso foi oficialmente renomeado como "Miss Vietnam" em 2002.

## Vencedores
Abaixo encontram-se todos os vencedores do concurso:
-      Miss World Vietnam
-      Miss Universe Vietnam
-      Miss International Vietnam
-      Miss Earth Vietnam
-      Miss Grand Vietnam
-      Miss Intercontinental Vietnam
-      Miss Tourism Vietnam

| Ano  | Senhorita Vietnam                           | Vice-campeão                               | Local                                     | Local                                                   | Número de participantes |
| ---- | ------------------------------------------- | ------------------------------------------ | ----------------------------------------- | ------------------------------------------------------- | ----------------------- |
| 1988 | Bùi Bích Phương Hanoi                       | Nguyễn Thu Mai Hanoi                       | Youth Cultural Palace, Hanoi              | Youth Cultural Palace, Hanoi                            | Unknown                 |
| Ano  | Senhorita Vietnam                           | Primeiro vice-campeão                      | Segundo vice-campeão                      | Local                                                   | Número de participantes |
| 1990 | Nguyễn Diệu Hoa Hanoi                       | Trần Vân Anh Cidade de Ho Chi Minh         | Trần Thu Hằng Hanoi                       | Vietnam-Soviet Friendship Cultural Palace, Hanoi        | Unknown                 |
| 1992 | Hà Kiều Anh Cidade de Ho Chi Minh           | Vi Thị Đông Hanoi                          | Nguyễn Minh Phương Tuyên Quang            | Phan Dinh Phung Sports Complex, Cidade de Ho Chi Minh   | 21                      |
| 1994 | Nguyễn Thu Thuỷ † Hanoi                     | Tô Hương Lan Tuyên Quang                   | Trịnh Kim Chi Cidade de Ho Chi Minh       | Vietnam-Soviet Friendship Cultural Palace, Hanoi        | Unknown                 |
| 1996 | Nguyễn Thiên Nga Cidade de Ho Chi Minh      | Vũ Minh Thúy Haiphong                      | Đỗ Vân Anh Hanoi                          | Vietnam-Soviet Friendship Cultural Palace, Hanoi        | Unknown                 |
| 1998 | Nguyễn Thị Ngọc Khánh Cidade de Ho Chi Minh | Vũ Thị Thu Quảng Ninh                      | Ngô Thúy Hà Hanoi                         | Phan Dinh Phung Sports Complex, Cidade de Ho Chi Minh   | 23                      |
| 2000 | Phan Thu Ngân Cidade de Ho Chi Minh         | Lê Thanh Nga Thái Bình                     | Nguyễn Ngọc Oanh Haiphong                 | Phan Dinh Phung Sports Complex, Cidade de Ho Chi Minh   | 22                      |
| 2002 | Phạm Thị Mai Phương Haiphong                | Bùi Thị Hoàng Oanh Cidade de Ho Chi Minh   | Nguyễn Thị Mai Hương Hải Dương            | Phan Dinh Phung Sports Complex, Cidade de Ho Chi Minh   | 22                      |
| 2004 | Nguyễn Thị Huyền Haiphong                   | Trịnh Chân Trân Cidade de Ho Chi Minh      | Nguyễn Thị Ngọc Bích Bến Tre              | Tuần Châu, Quảng Ninh Province                          | 21                      |
| 2006 | Mai Phương Thúy Hanoi                       | Lưu Bảo Anh Cần Thơ                        | Lương Thị Ngọc Lan Ho Chi Minh City       | Vinpearl Land Water Musical Stage, Nha Trang, Khánh Hòa | 34                      |
| 2008 | Trần Thị Thùy Dung Da Nang                  | Phan Hoàng Minh Thư Lâm Đồng               | Nguyễn Thụy Vân Hanoi                     | Hoai River Square, Hội An, Quảng Nam                    | 30                      |
| 2010 | Đặng Thị Ngọc Hân Hanoi                     | Vũ Thị Hoàng My Đồng Nai                   | Đặng Thị Thùy Trang Hanoi                 | Water Show Amphitheater, Tuần Châu, Quảng Ninh          | 37                      |
| 2012 | Đặng Thu Thảo Bạc Liêu                      | Dương Tú Anh Hanoi                         | Đỗ Hoàng Anh Hanoi                        | Tiên Sơn Sports Complex, Da Nang                        | 40                      |
| 2014 | Nguyễn Cao Kỳ Duyên Nam Định                | Nguyễn Trần Huyền My Hanoi                 | Nguyễn Lâm Diễm Trang Vĩnh Long           | Vinpearl Water Show Amphitheater, Phú Quốc, Kiên Giang  | 40                      |
| 2016 | Đỗ Mỹ Linh Hanoi                            | Ngô Thanh Thanh Tú Hanoi                   | Huỳnh Thị Thùy Dung Cidade de Ho Chi Minh | Phu Tho Indoor Stadium, Cidade de Ho Chi Minh           | 36                      |
| 2018 | Trần Tiểu Vy Quảng Nam                      | Bùi Phương Nga Hanoi                       | Nguyễn Thị Thúy An Kiên Giang             | Phu Tho Indoor Stadium, Cidade de Ho Chi Minh           | 43                      |
| 2020 | Đỗ Thị Hà Thanh Hóa                         | Phạm Ngọc Phương Anh Cidade de Ho Chi Minh | Nguyễn Lê Ngọc Thảo Cidade de Ho Chi Minh | Phu Tho Indoor Stadium, Cidade de Ho Chi Minh           | 35                      |
| 2022 | Huỳnh Thị Thanh Thủy Da Nang                | Trịnh Thùy Linh Thanh Hóa                  | Lê Nguyễn Ngọc Hằng Cidade de Ho Chi Minh | Phu Tho Indoor Stadium, Cidade de Ho Chi Minh           | 35                      |

## Galeria

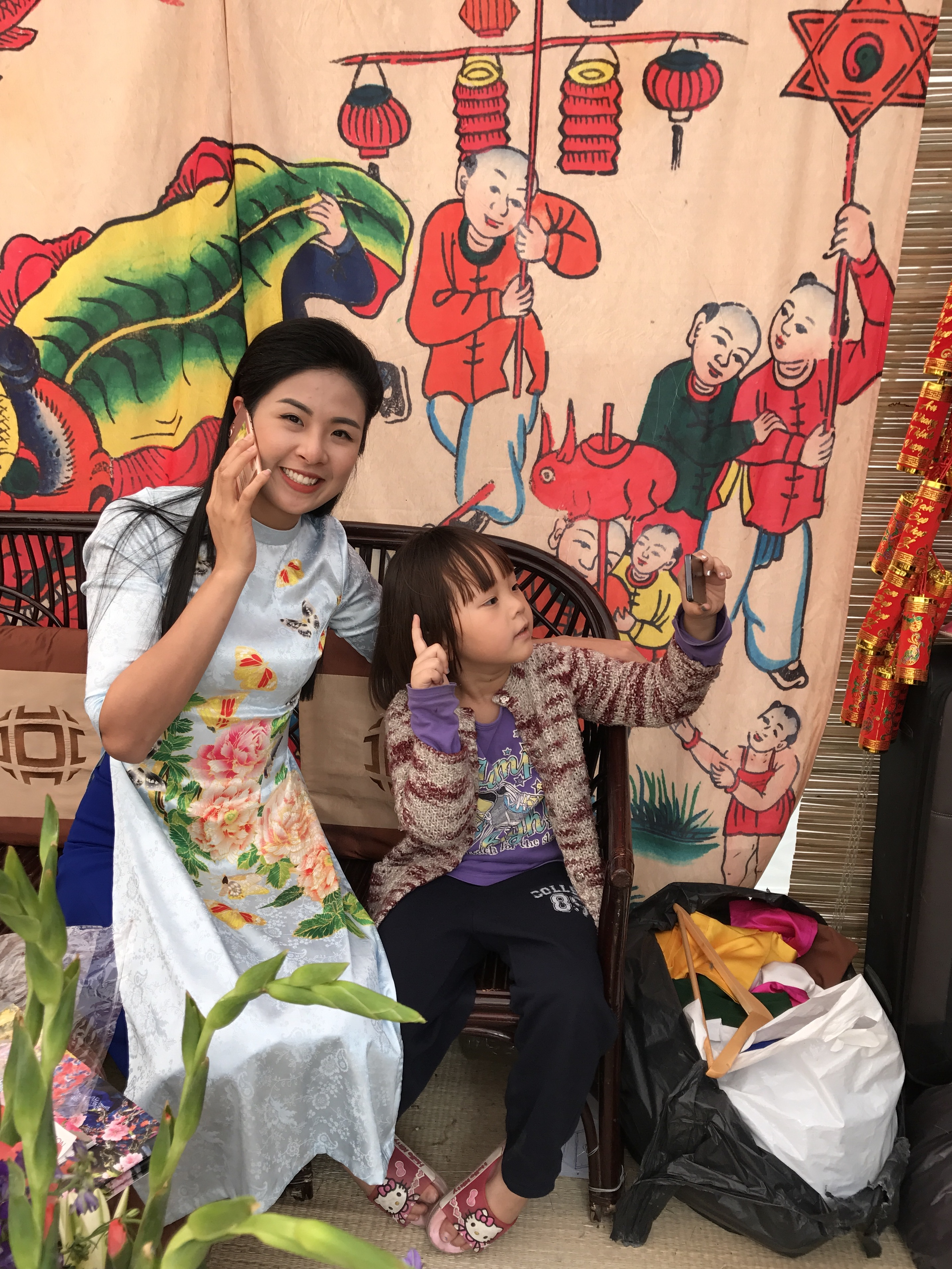
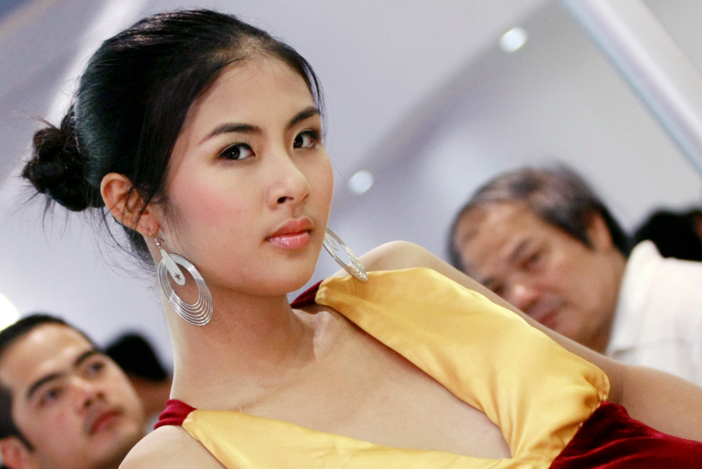
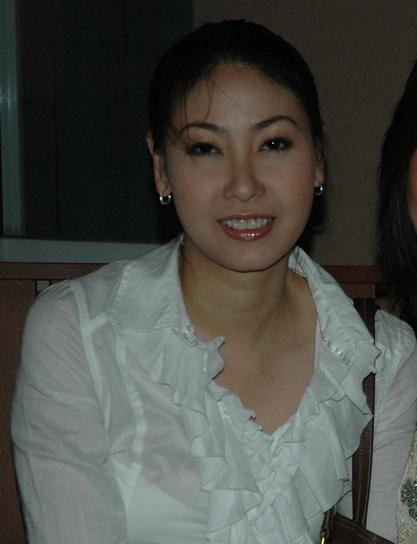
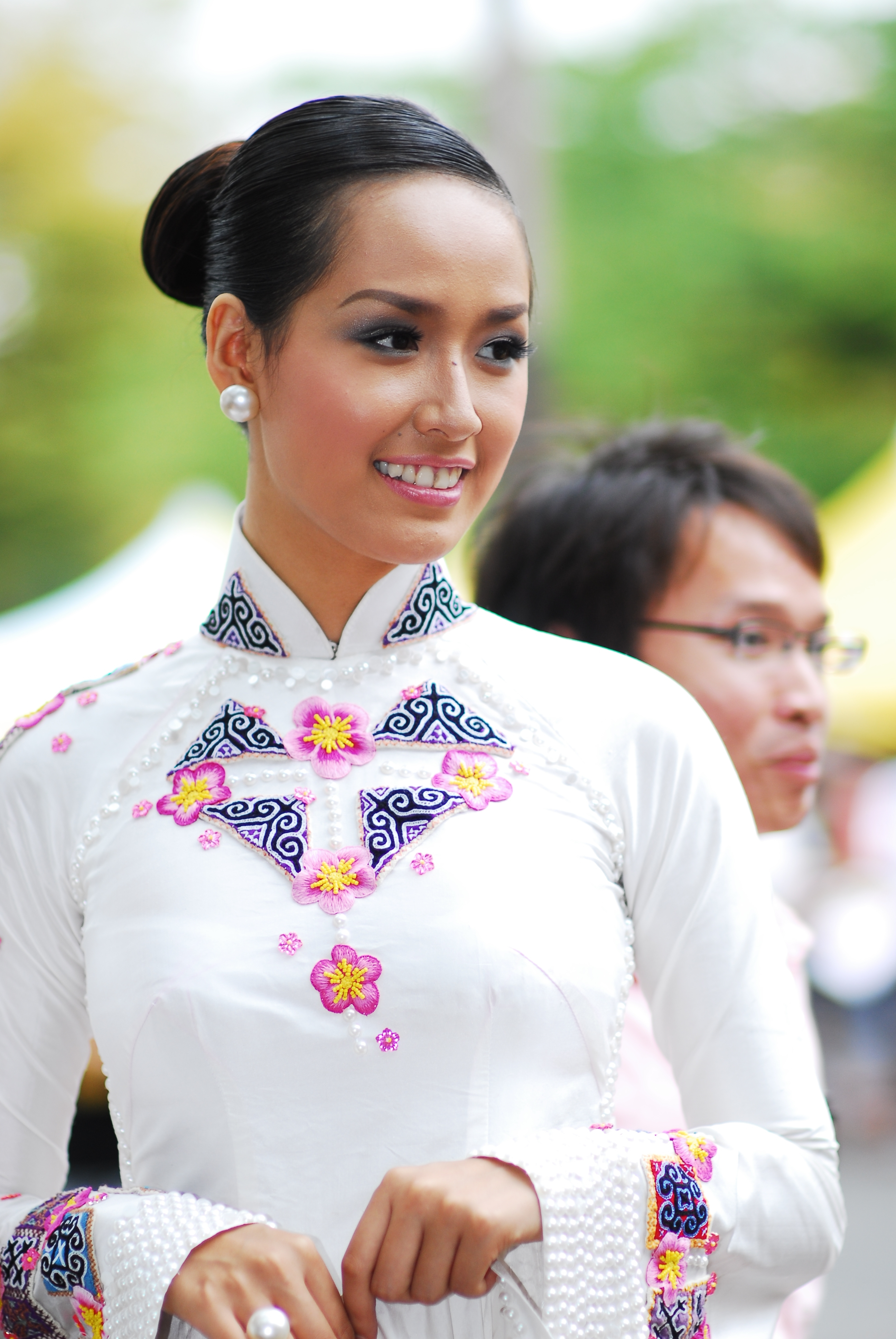
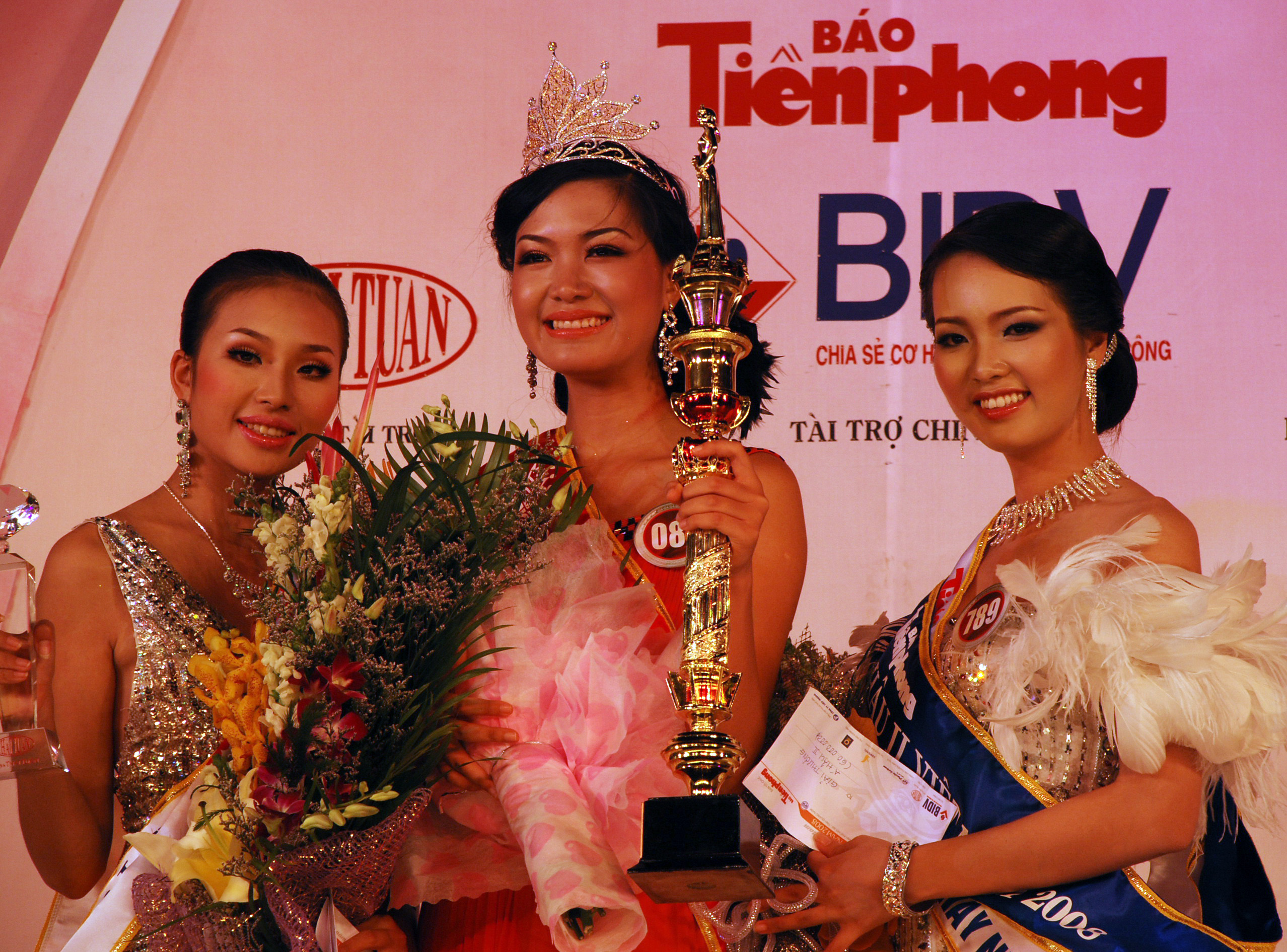
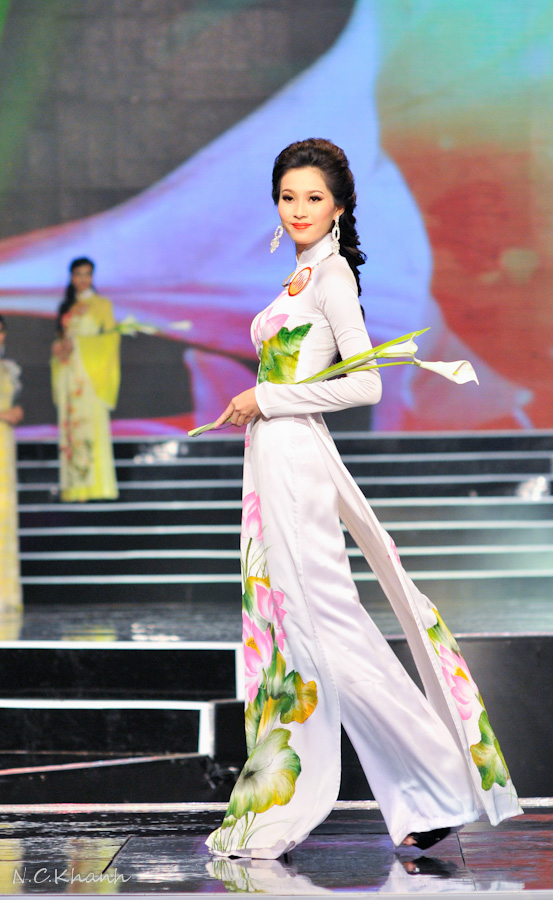
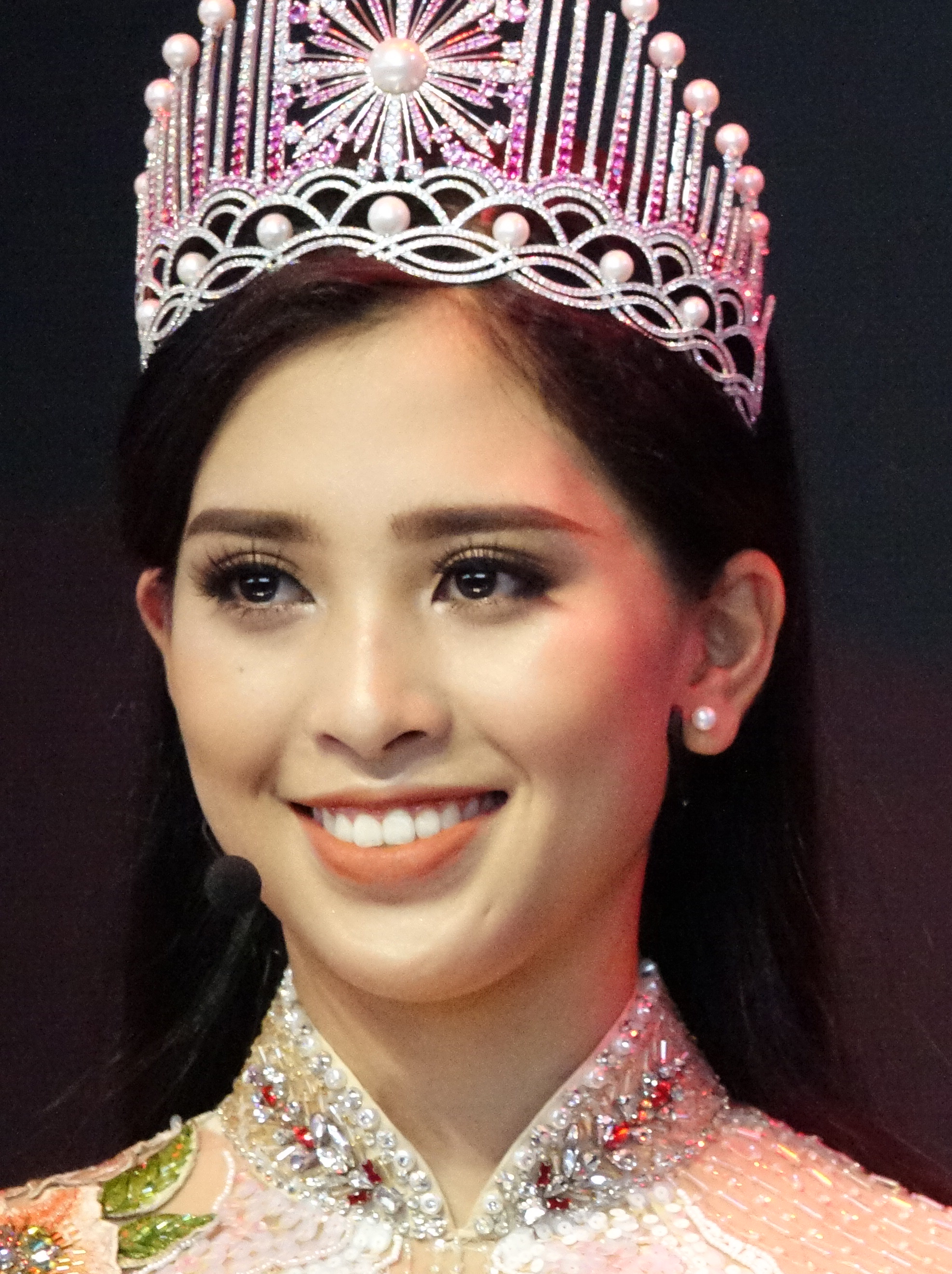
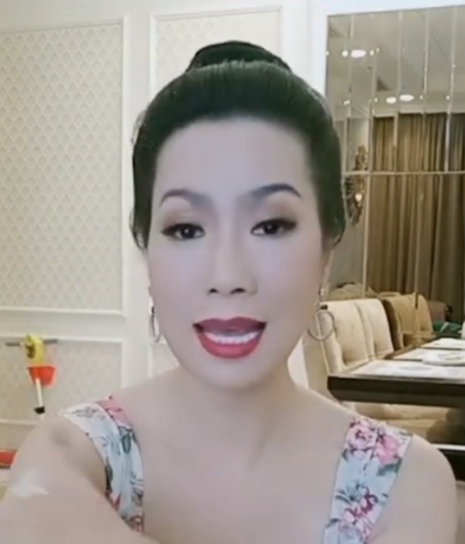
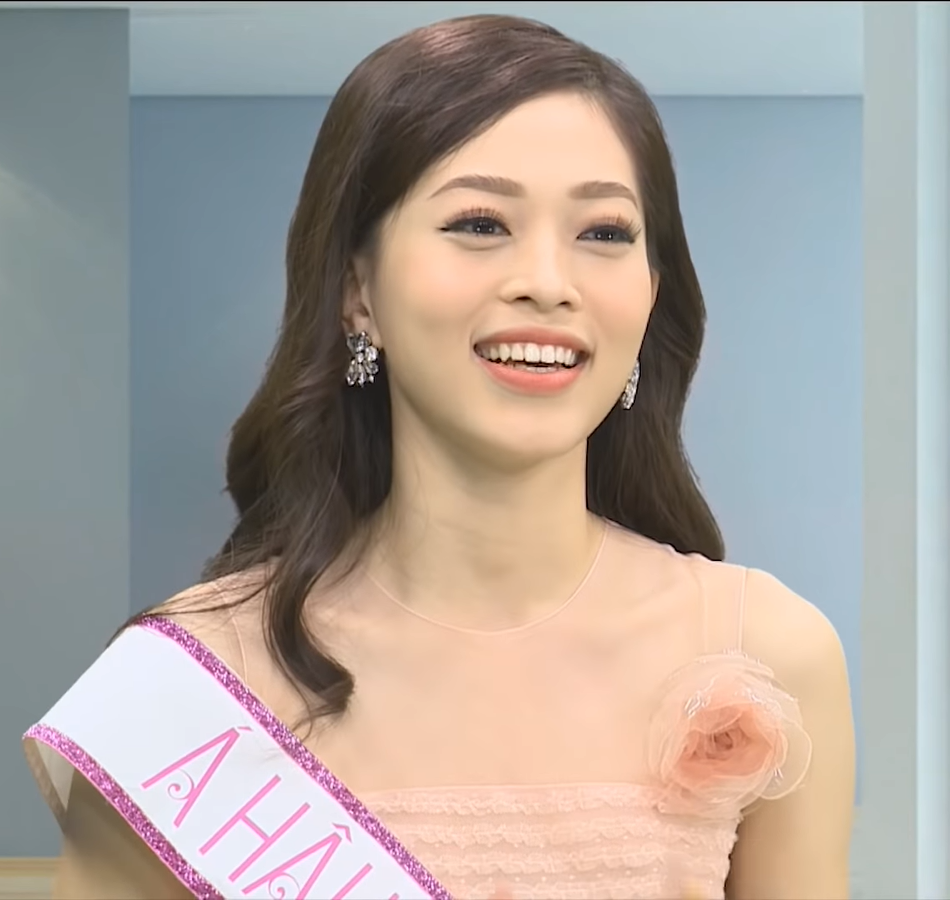
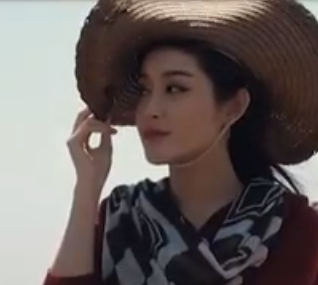
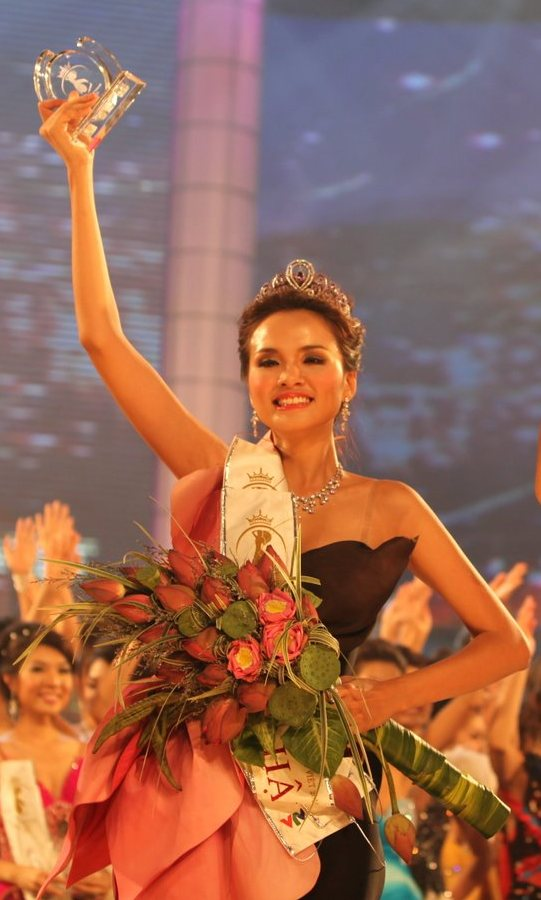